# Ołeksandr Biłanenko
Ołeksandr Wiktorowycz Biłanenko (ukr. Олександр Вікторович Біланенко, ur. 8 stycznia 1978 w Sumach) – ukraiński biathlonista, brązowy medalista mistrzostw świata.

## Kariera
W zawodach Pucharu Świata zadebiutował 9 marca 2000 roku w Lahti, zajmując 20. miejsce w biegu indywidualnym. Tym samym w debiucie zdobył pierwsze pucharowe punkty. Nigdy nie stanął na podium indywidualnych zawodów tego cyklu, najwyższą lokatę wywalczył 17 grudnia 2004 roku w Östersund, gdzie był siódmy w biegu pościgowym. Najlepsze wyniki osiągnął w sezonie 2004/2005, kiedy zajął 20. miejsce w klasyfikacji generalnej.
Na mistrzostwach świata w Chanty-Mansyjsku w 2011 roku wspólnie z Andrijem Deryzemlą, Serhijem Semenowem i Serhijem Sedniewem zdobył brązowy medal w sztafecie. Był też między innymi ósmy w biegu indywidualnym i dziewiąty w sprincie podczas mistrzostw świata w Oberhofie w 2004 roku. Ponadto czterokrotnie zdobywał medale mistrzostw Europy: złoty w biegu indywidualnym na mistrzostwach Europy w Forni Avoltri (2003) oraz srebrne w sztafecie na mistrzostwach Europy w Kontiolahti (2002), mistrzostwach Europy w Nowosybirsku (2005) i mistrzostwach Europy w Langdorf (2006).
W 2002 roku wystartował na igrzyskach olimpijskich w Salt Lake City, gdzie zajął 68. miejsce w biegu indywidualnym i siódme miejsce w sztafecie. Na rozgrywanych cztery lata później igrzyskach w Turynie zajmował 49. miejsce w biegu indywidualnym, 34. w sprincie i ponownie siódme w sztafecie. Brał też udział w igrzyskach olimpijskich w Vancouver w 2010 roku, plasując się na 22. pozycji w biegu indywidualnym i ósmej w sztafecie.

## Osiągnięcia

### Igrzyska olimpijskie
| Rok  | Miejscowość    | Konkurencje | Konkurencje | Konkurencje | Konkurencje | Konkurencje | Konkurencje | Konkurencje |
| Rok  | Miejscowość    | IN          | SP          | PU          | MS          | RL          | MR          | SR          |
| ---- | -------------- | ----------- | ----------- | ----------- | ----------- | ----------- | ----------- | ----------- |
| 2002 | Salt Lake City | 68.         | –           | –           | nd.         | 7.          | nd.         | –           |
| 2006 | Turyn          | 49.         | 34.         | DNS         | –           | 7.          | nd.         | –           |
| 2010 | Vancouver      | 22.         | –           | –           | –           | 8.          | nd.         | –           |

### Mistrzostwa świata
| Rok  | Miejscowość     | Konkurencje | Konkurencje | Konkurencje | Konkurencje | Konkurencje | Konkurencje | Konkurencje |
| Rok  | Miejscowość     | IN          | SP          | PU          | MS          | RL          | MR          | SR          |
| ---- | --------------- | ----------- | ----------- | ----------- | ----------- | ----------- | ----------- | ----------- |
| 2000 | Oslo/Lahti      | 69.         | 49.         | 44.         | –           | 8.          | nd.         | –           |
| 2001 | Pokljuka        | 41.         | 51.         | 53.         | –           | 13.         | nd.         | –           |
| 2003 | Chanty-Mansyjsk | 53.         | 46.         | DNS         | –           | 10.         | nd.         | –           |
| 2004 | Oberhof         | 8.          | 9.          | 27.         | 8.          | 7.          | nd.         | –           |
| 2005 | Hochfilzen      | 67.         | 67.         | –           | 9.          | 10.         | nd.         | –           |
| 2007 | Anterselva      | 18.         | 21.         | 38.         | 19.         | 8.          | –           | –           |
| 2008 | Östersund       | –           | 44.         | 46.         | –           | 10.         | –           | –           |
| 2009 | Pjongczang      | 16.         | 76.         | –           | –           | 5.          | 11.         | –           |
| 2011 | Chanty-Mansyjsk | –           | 25.         | 42.         | –           | 3.          | 8.          | –           |
| 2012 | Ruhpolding      | 58.         | –           | –           | –           | –           | –           | –           |
| 2013 | Nové Město      | 72.         | –           | –           | –           | –           | –           | –           |

### Puchar Świata

#### Miejsca w klasyfikacji generalnej
| Sezon     | Miejsce |
| --------- | ------- |
| 1999/2000 | 63.     |
| 2000/2001 | 78.     |
| 2001/2002 | 84.     |
| 2002/2003 | 58.     |
| 2003/2004 | 36.     |
| 2004/2005 | 20.     |
| 2005/2006 | 87.     |
| 2006/2007 | 48.     |
| 2007/2008 | 58.     |
| 2008/2009 | 55.     |
| 2009/2010 | 68.     |
| 2010/2011 | 61.     |
| 2011/2012 | 58.     |
| 2012/2013 | 67.     |
| 2013/2014 |         |

#### Miejsca na podium chronologicznie
Biłanenko nigdy nie stanął na podium indywidualnych zawodów PŚ.